# Trilux
La TRILUX GmbH & Co. KG è un'azienda tedesca a conduzione familiare, che si occupa di sviluppo e produzione di apparecchi per illuminazione e della fornitura di soluzioni illuminotecniche.
La sede della azienda internazionale si trova a Arnsberg, dove ci sono 1.500 dipendenti. Oltre al core business il sito ospita anche il produttore di componenti elettronici BAG Electronics, che fa parte del Gruppo TRILUX. In tutto il mondo, il Gruppo TRILUX impiega circa 5.200 persone. Il nome deriva da un'innovazione tecnica iniziale in cui l'azienda ha sviluppato luci con una potenza di Lumen tre volte superiore a altre luci. (tri [lat.] = tre, lux [lat.] = luce)

## Storia

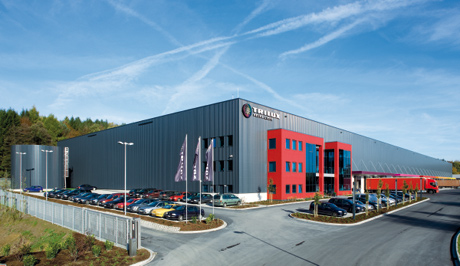
TRILUX EDC Wiebelsheide

L'azienda, fondata nel 1912 a Menden (Sauerland) da Wilhelm Lenze, si occupava originariamente della produzione di accessori per l'industria illuminotecnica, nonché di semplici lumi a sospensione e di lampade da parete per illuminazione a gas ed elettrica. Le officine di produzione, in un edificio annesso all'edificio d'abitazione, raggiunsero presto il loro limite di capacità, per cui fu necessario cercare una nuova sede aziendale. Nel 1934 la ditta si trasferì ad Arnsberg ed estese il programma di produzione agli apparecchi d'illuminazione per abitazione. Nel marzo 1945 le bombe distrussero gli stabilimenti di produzione.
La ripresa dell'attività produttiva avvenne nel 1948 ad opera di Wilhelm Lenze e dei suoi figli Eberhard, Franz e Wilhelm. L'azienda divenne grande negli anni del miracolo economico con la produzione di apparecchi tecnici per lampade fluorescenti a bassa tensione („apparecchi a campo longitudinale“).
Nel 1949 si rinunciò del tutto alla produzione di apparecchi per lampade ad incandescenza, nel portafoglio di prodotti figuravano ancora solo gli apparecchi a campo longitudinale. A causa della domanda in ulteriore crescita, fu necessario ingrandire una seconda volta le sedi di produzione, inoltre il programma di prodotti fu esteso agli apparecchi per lampade luminescenti a gas ed alle armature stradali. 
Alla grande festa del 50º anniversario, nel 1962, il discorso celebrativo fu tenuto dal Professor Dott. Ludwig Erhard, allora ministro dell'economia federale e protagonista del miracolo economico tedesco. 75 anni dopo la fondazione dell'azienda (nel 1987), negli edifici amministrativi fu aperto il Centro informazione luce TRILUX che, oltre alla presentazione di numerosi prodotti e d'innovative soluzioni illuminotecniche, comprende anche una propria sala conferenze con 100 posti.
L'attività dell'azienda fu incrementata nel settore della tecnologia per ambienti umidi con l'acquisizione della ditta Zalux S.A. a Saragozza.

## Attività
I prodotti TRILUX trovano impiego in tutto il mondo in:
- uffici ed edifici amministrativi
- scuole ed università
- gallerie commerciali e negozi
- cliniche ed ospedali
- aeroporti e stazioni
- banche e centri della finanza
- strade, piazze, parchi e zone pedonali

## Tecnica medicale TRILUX
TRILUX ha trainato il progresso anche nel campo della tecnica medicale. Nel 1963 nel programma di produzione furono incluse le travi testaletto per camere di ospedale. Oltre all'illuminazione, queste potevano accogliere anche l'alimentazione di corrente forte e debole nonché gas per uso medico per i posti letto. Oggi nel cosiddetto "stabilimento II" lavorano 120 dipendenti. Il portafoglio di prodotto comprende, oltre all'attrezzatura per camere di cosiddetta degenza normale (leader del mercato nazionale), anche i settori terapia intensiva e sale operatorie. Alla fiera Medica del 2006 TRILUX Medizintechnik ha presentato per la prima volta un apparecchio per lettura a LED per il settore ospedaliero ed un apparecchio per sala operatoria a LED.

## TRILUX international
L'azienda illuminotecnica si è estesa anche sul piano internazionale: le prime società per la vendita di apparecchi per illuminazione furono fondate nei paesi esteri vicini già alla fine degli anni cinquanta. Una dopo l'altra sono sorte in Europa società di vendita TRILUX – oggi del gruppo TRILUX fanno parte società giuridicamente autonome in Austria, Belgio, Svizzera, nella Repubblica Ceca, Spagna, Francia, Gran Bretagna, Ungheria, Italia, Paesi Bassi, Norvegia, Polonia e Slovacchia. I prodotti e servizi TRILUX sono disponibili in tutto il mondo tramite altri distributori, tra l'altro nel Sudest asiatico, in Medio Oriente, negli Stati Uniti ed inoltre in Australia e Nuova Zelanda.

## Sponsorizzazione
Nella stagione 2007 nel campionato per autovetture sportive da turismo Deutsche Tourenwagen Masters (DTM) TRILUX è impegnata come uno dei principali sponsor. Il supporto va al pilota austriaco Mathias Lauda, figlio del tre volte campione del mondo di formula 1 Niki Lauda. In questa stagione egli si presenta alla partenza come pilota del team TRILUX AMG Mercedes.